# Puchar Karpat mężczyzn w skokach narciarskich 2019/2020
Puchar Karpat mężczyzn w skokach narciarskich 2019/2020 – 7. i zarazem ostatnia edycja Pucharu Karpat mężczyzn, która odbyła się 23 sierpnia 2018 w Râșnovie. 
Konkurs indywidualny, a zarazem cykl wygrał reprezentant Rumunii Radu Păcurar. Za nim na drugiej pozycji znalazł się reprezentant Czech Radek Rýdl, a na najniższym stopniu podium uplasował się Fin Kasperi Valto.

## Kalendarz
| Lp. | Data             | Miejscowość | HS    | 1. miejsce   | 2. miejsce | 3. miejsce    |
| --- | ---------------- | ----------- | ----- | ------------ | ---------- | ------------- |
| 1.  | 23 sierpnia 2019 | Râșnov      | HS-71 | Radu Păcurar | Radek Rýdl | Kasperi Valto |

## Wyniki
| M   | Zawodnik             | Reprezentacja | Nota  |
| --- | -------------------- | ------------- | ----- |
| 1.  | Radu Păcurar         | Rumunia       | 240,5 |
| 2.  | Radek Rýdl           | Czechy        | 234,5 |
| 3.  | Kasperi Valto        | Finlandia     | 225,3 |
| 4.  | Anton Korczuk        | Ukraina       | 223,1 |
| 5.  | Vilho Palosaari      | Finlandia     | 222,8 |
| 6.  | Radek Selcer         | Czechy        | 220,6 |
| 7.  | Paavo Rommpainen     | Finlandia     | 217,3 |
| 8.  | Juho Pitkänen        | Finlandia     | 216,7 |
| 9.  | Robert Săndulescu    | Rumunia       | 209,2 |
| 10. | Andrij Pełeszok      | Ukraina       | 203,2 |
| 11. | Tomas Kuisma         | Finlandia     | 201,4 |
| 12. | Florin Feroiu        | Rumunia       | 198,9 |
| 13. | Władysław Herasymjuk | Ukraina       | 191,1 |
| 14. | Jurij Janiuk         | Ukraina       | 182,7 |
| 15. | Mircea Jipescu       | Rumunia       | 181,0 |
| 16. | Alexandru Folea      | Rumunia       | 173,7 |
| 17. | Lorant Benedek       | Rumunia       | 167,3 |
| 18. | Alan Gobozowi        | Gruzja        | 163,6 |
| 19. | Denys Cwietkow       | Ukraina       | 149,5 |
| 20. | Hektor Kapustík      | Słowacja      | 138,6 |
| 21. | Erik Kapiaš          | Słowacja      | 137,6 |
| 22. | Alexandru Runceanu   | Rumunia       | 132,8 |
| 23. | Csaba Szabo          | Rumunia       | 132,7 |
| 24. | Filip Sirági         | Słowacja      | 129,7 |
| 25. | Marek Badáni         | Słowacja      | 128,5 |
| 26. | Cosmin Donciu        | Rumunia       | 125,6 |
| 27. | Angelo Gobel         | Rumunia       | 110,1 |
| 28. | Radu Borca           | Rumunia       | 107,5 |
| 29. | Nikola Stevanović    | Serbia        | 99,2  |
| 30. | Dávid Kelemen        | Węgry         | 91,0  |
| —   | Petr Vaverka         | Czechy        | DNS   |
| —   | Mateusz Gruszka      | Polska        | DNS   |
| —   | Szymon Jojko         | Polska        | DNS   |
| —   | Karol Niemczyk       | Polska        | DNS   |
| —   | Kacper Stosel        | Polska        | DNS   |